# April Fool (film 1911 Walton)
April Fool è un cortometraggio muto del 1911 diretto e interpretato da Fred Walton. Di genere comico, fu prodotto dalla Selig Polyscope Company e distribuito dalla General Film Company.

## Trama
Gli Hall Room Boys, dopo una gara, cercano di rifarsi di tutto i soldi persi. Sul giornale, leggono di un grosso premio in denaro per il miglior pesce d'aprile architettato ai danni degli ignari cittadini. I Boys si mettono subito al lavoro per escogitare l'idea più originale, quella che li farà vincere il premio.

## Produzione
Il film fu prodotto dalla Selig Polyscope Company

## Distribuzione
Distribuito dalla General Film Company, il film - un cortometraggio di 150 metri - uscì nelle sale cinematografiche statunitensi l'11 dicembre 1911. Nelle proiezioni, veniva programmato con il sistema dello split reel, accorpato in un'unica bobina con un altro cortometraggio della Selig, il western The Chief's Daughter, diretto da Hobart Bosworth.